# Vincenzo Santopadre
Vincenzo Santopadre (* 11. August 1971 in Rom) ist ein ehemaliger italienischer Tennisspieler und heutiger -trainer. Seit 2011 ist er Trainer des italienischen Tennisspielers Matteo Berrettini.

## Karriere
Santopadre erreichte am 3. Mai 1999 mit dem 100. Platz seine beste Platzierung in der Weltrangliste. Seinen einzigen Titelgewinn erlangte er während Saison 1997 im Doppel zusammen mit Vincent Spadea beim Turnier in der usbekischen Hauptstadt Taschkent. Bei den Italian Open 1998 (heute: Rom Masters) konnte Santopadre in der ersten Runde den zehntgesetzten Slowaken Karol Kučera besiegen. 2001 gewann er in der ersten Runde desselben Bewerbs gegen dessen Titelverteidiger Magnus Norman. Er erreichte 1998 das Halbfinale in Brighton sowie 1999 das Viertelfinale in Chennai und München, wo er unter anderem Gustavo Kuerten besiegte. Im Doppel gelang ihm in Marrakesch mit Vincent Spadea ein zweites Mal der Finaleinzug, die beiden unterlagen jedoch Fernando Meligeni und Jaime Oncins. Auf der Challenger Tour gewann er insgesamt fünf Titel im Einzel sowie acht Titel im Doppel. In den Saisons 2000 und 2001 bestritt Santopadre jeweils eine Begegnung für die italienische Davis-Cup-Mannschaft. Bei seinem Debüt gegen Spanien verlor er seine Einzelpartie gegen Francisco Clavet, ein Jahr später hatte er gegen Finnland im Einzel ebenfalls das Nachsehen. Er kam gegen Finnland aber auch im Doppel zum Einsatz und gewann an der Seite von Mosé Navarra die Partie.
Bei den Mittelmeerspielen 1997 in Bari gewann er zwei Goldmedaillen – sowohl im Einzel als auch im Doppel; die Doppelgoldmedaille mit seinem Landsmann Gabrio Castrichella. Im Einzel gewann er gegen den Spanier Alberto Martin und im Doppel gegen die Slowenier Iztok Božič und Borut Urh.
Seit 2011 betreut Santopadre Matteo Berrettini. Berrettini war 2021 Finalist in Wimbledon, erreichte 2019 das Halbfinale bei den US Open und ist der dritte italienische Tennisspieler, der sich für die ATP Finals qualifizieren konnte. Santopadre ist der Schwiegersohn des ehemaligen polnischen Fußballspielers Zbigniew Boniek.

## Erfolge
| Legende (Anzahl der Siege)    |
| Grand Slam                    |
| Tennis Masters Cup            |
| ATP Masters Series            |
| ATP International Series Gold |
| ATP International Series (1)  |

| ATP-Titel nach Belag |
| Hartplatz (1)        |
| Sand (0)             |
| Rasen (0)            |
| Teppich (0)          |

### Doppel

#### Turniersiege
| Nr. | Datum             | Turnier   | Belag     | Partner        | Finalgegner           | Ergebnis      |
| --- | ----------------- | --------- | --------- | -------------- | --------------------- | ------------- |
| 1.  | 8. September 1997 | Taschkent | Hartplatz | Vincent Spadea | Hicham Arazi Eyal Ran | 6:4, 6:7, 6:0 |

#### Finalteilnahmen
| Nr. | Datum         | Turnier    | Belag | Partner        | Finalgegner                    | Ergebnis |
| --- | ------------- | ---------- | ----- | -------------- | ------------------------------ | -------- |
| 1.  | 22. März 1999 | Casablanca | Sand  | Vincent Spadea | Fernando Meligeni Jaime Oncins | 2:6, 3:6 |